# Liste der Baudenkmäler im Wuppertaler Wohnquartier Grifflenberg
Die Liste der Baudenkmäler im Wuppertaler Wohnquartier Grifflenberg enthält die denkmalgeschützten Bauwerke auf dem Gebiet von Wuppertal-Grifflenberg in Nordrhein-Westfalen (Stand: November 2011). Diese Baudenkmäler sind in der Denkmalliste der Stadt Wuppertal eingetragen; Grundlage für die Aufnahme ist das Denkmalschutzgesetz Nordrhein-Westfalen (DSchG NRW).

## Auszug aus der Denkmalliste

### Eingetragene Baudenkmäler
| Bild           | Bezeichnung                                                              | Lage                                     | Beschreibung | Bauzeit   | Eingetragen seit  | Denkmal- nummer |
| -------------- | ------------------------------------------------------------------------ | ---------------------------------------- | --- | --------- | ----------------- | --------------- |
| weitere Bilder | Kirche (Johanneskirche, Notkirche, Notkirchenprogramm von Otto Bartning) | Grifflenberg Altenberger Straße 27 Karte | | 1948/49   | 7. Juni 2004      | 1896            |
| weitere Bilder | Gedenkstein                                                              | Grifflenberg Am Freudenberg Karte        | | 1925      | 18. November 2015 | 4239            |
| weitere Bilder | Wohnhaus (Villa Pescher / Neutra-Villa)                                  | Grifflenberg Am Freudenberg 75 Karte     | | 1965–1969 | 16. Januar 2001   | 1925            |
| weitere Bilder | Villa                                                                    | Grifflenberg Am Walde 6 Karte            | | 1955      | 6. Januar 2015    | 4238            |
| weitere Bilder | Villa                                                                    | Grifflenberg Am Walde 17 Karte           | | 1912      | 8. September 1997 | 4065            |
| weitere Bilder | Wohnhaus                                                                 | Grifflenberg Augustastraße 79 Karte      | |           | 6. April 2000     | 4136            |
| weitere Bilder | Hofeshaus, Gaststätte (Böhler Hof)                                       | Grifflenberg Böhler Hof 1 Karte          | Schutzumfang erweitert am 5. Juni 2003: Scheunengebäude, Wirtschaftsweg, Gemüsegarten, Teich mit Quellzufluss, Brunnen, Frei-, Garten- und Grünfläche der Hofanlage | 1860      | 28. August 1985   | 561             |
| weitere Bilder | Wohnhaus                                                                 | Grifflenberg Jägerhofstraße 129 Karte    | | 1926/27   | 10. April 1992    | 2153            |

### Baudenkmäler in Bearbeitung
| Bild           | Bezeichnung | Lage                       | Beschreibung                                                        | Bauzeit | Eingetragen seit | Denkmal- nummer |
| -------------- | ----------- | -------------------------- | ------------------------------------------------------------------- | ------- | ---------------- | --------------- |
| weitere Bilder | Treppe      | Grifflenberg Guerickeweg   | in Bearbeitung, Denkmaleigenschaft festgestellt am 30. Oktober 1992 |         |                  | 0               |
| weitere Bilder | Treppe      | Grifflenberg Keplerweg     | in Bearbeitung, Denkmaleigenschaft festgestellt am 30. Oktober 1992 |         |                  | 0               |
| weitere Bilder | Treppe      | Grifflenberg Röntgentreppe | in Bearbeitung, Denkmaleigenschaft festgestellt am 30. Oktober 1992 |         |                  | 0               |